# Palestina nos Jogos Olímpicos de Verão de 1996
Palestina participou dos Jogos Olímpicos de Verão de 1996 em Atlanta, Estados Unidos.